# Stephensonactis ornata
Stephensonactis ornata is een zeeanemonensoort uit de familie Haliactiidae.
Stephensonactis ornata is voor het eerst wetenschappelijk beschreven door Panikkar in 1936.